# Псевдонаука

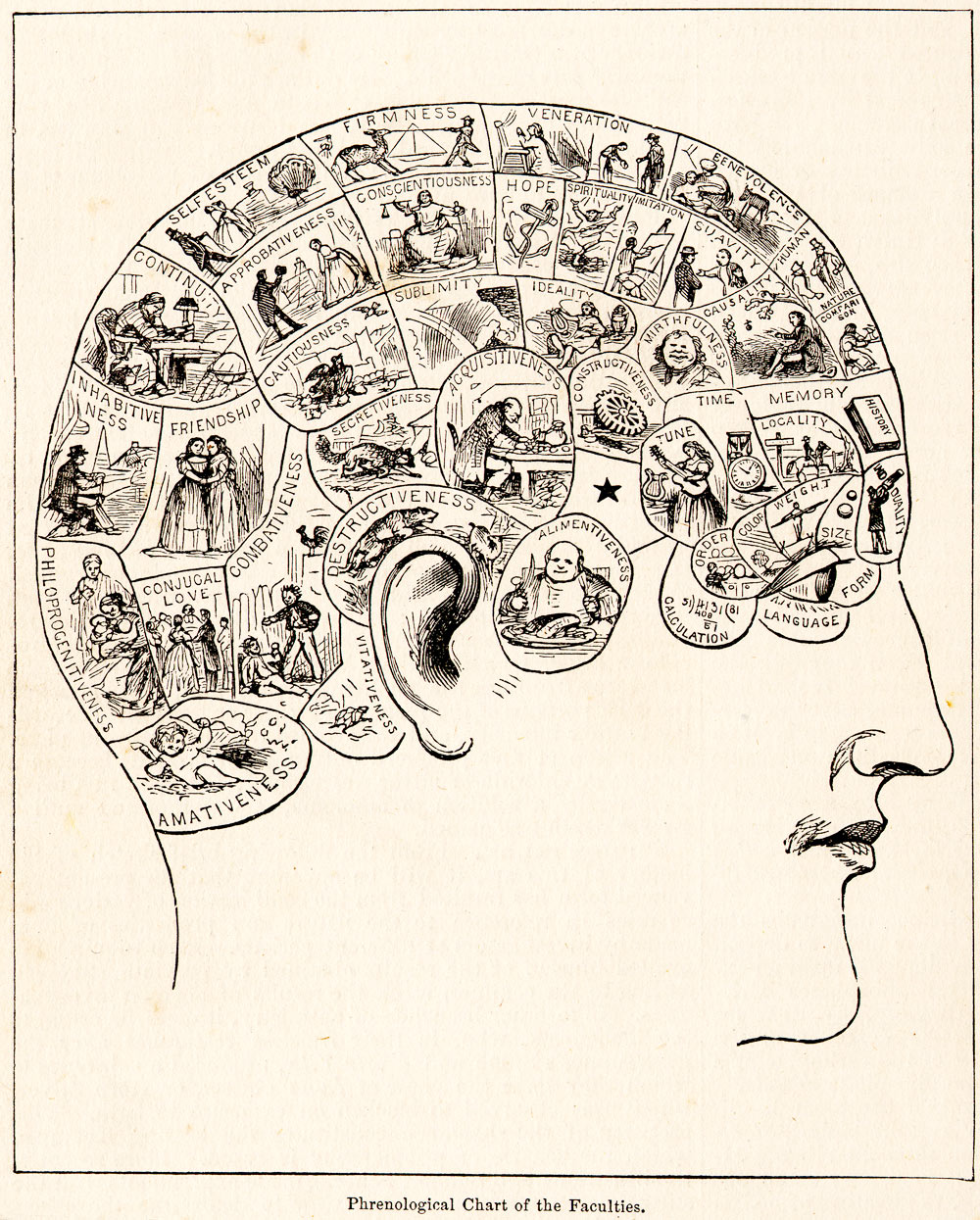
Френологическая карта, 1883. Френология была одной из первых псевдонаук в современном понимании. Основным положением этого учения является идея взаимосвязи между психикой человека и строением поверхности его черепа. Впервые была названа псевдонаукой в 1838 году

Псевдонау́ка (от греч. ψευδής «ложный» + наука), также лженау́ка, псевдозна́ние — убеждения, утверждения, деятельность или учение, представляемые сторонниками как научные, в том числе представляемые как основанные на научном методе, но по сути таковыми не являющиеся (знание, претендующее на статус научного, но не являющееся таковым), «мнимая или ложная наука», имитация научного знания.
Критерием отнесения утверждения или концепции к числу псевдонаучных является не статус автора (который сам может иметь учёные степень и звание), а содержание и подача идеи (заявлена как научная, но таковой не является).
Существуют близкие по значению термины: «паранаука», «квазинаука», «альтернативная наука», «неакадемическая наука». В англоязычной литературе для псевдонауки также используются такие термины как pathological science, junk science, voodoo science, crackpot science и bad science. Некоторые исследователи обозначают комплекс этих понятий, искажающих образ подлинной науки, термином «девиантная наука» (от лат. deviatio — отклонение, девиация), указывая, что эти негативные формы паразитируют на науке и ведут к деформациям её ценностного ядра.
Не принадлежат к псевдонауке те концепции из областей религии, философии, искусства, морали и т. д., которые не соответствуют современным научным представлениям, но и не претендуют на роль науки. Псевдонаука также отличается от неизбежных научных ошибок и от протонауки как исторического этапа развития науки. Псевдонаука отличается от мусорной науки.
Наука является наиболее надёжным источником знаний в самых разных областях, поэтому с практической точки зрения отделение, демаркация науки от других сфер, включая псевдонауку, важно для принятия решений как в частной, так и в общественной жизни. По причине высокого статуса науки в современном обществе попытки присвоить научный статус различным идеям и учениям весьма распространены. Лженаука нередко мотивирована той же целью, что и прикладная наука — достижением немедленного практически полезного результата. Однако лженаука демагогически апеллирует к научным методам, лишь имитируя их. При этом она никогда не ставит перед собой в качестве центральной задачи истинное познание действительности. Ущерб личности и  обществу от распространения псевдонаучных идей состоит в искажении мировоззрения и принятии ошибочных решений; псевдонаука также может представлять угрозу для жизни и здоровья.
Антинаучные представления развились на основе философских концепций постмодернизма, которые отрицают существование объективной истины и рассматривают результаты науки как продукт сговора учёных. Социокультурный исток популярности (и, соответственно, причина идеологической поддержки) псевдонауки в том, что «она реализует соблазн простых решений, обслуживает социальный запрос на общедоступную, понятную массам и не требующую специальной профессиональной подготовки расшифровку „непрозрачных“ явлений природы и культуры». Также популярности псевдонауки способствует достижение с её помощью религиозных, националистических, политических и подобных целей.
Одним из характерных признаков псевдонауки является использование в отношении реальной науки терминов «официальная наука», «ортодоксальная наука», «догматическая наука», «официальная научная парадигма» — в противоположность терминам «альтернативная наука», «нетрадиционная наука». Утверждается, что «официальные учёные» игнорируют или утаивают неудобные для них находки, чтобы не допустить сомнений в правильности их парадигмы. Термин «официальная наука» используется для дискредитации реальной науки и присваивания ненаучными направлениями статуса науки («альтернативная, подлинная наука» в противовес «ложной официальной»).
В связи с тем, что за последние три столетия с помощью научного метода были достигнуты впечатляющие успехи в самых различных областях знаний, в обществе складывается мнение, что «наука — это хорошо и достойно, а то, что не является наукой — плохо». По этой причине термины «псевдонаука» и «псевдонаучный» зачастую рассматриваются как уничижительные, а авторы псевдонаучных теорий, как правило, активно оспаривают характеристику своих идей в качестве псевдонаучных.

## Происхождение термина
Слово «псевдонаука» использовалось в литературе по крайней мере с конца XVIII века (источник 1796 года описывает этим словом алхимию).
Отличие понятия псевдонауки от науки в Европе оформилось к середине XIX века. Так, в 1844 году журнал Northern Journal of Medicine (т. I, с. 387) писал о псевдонауке, «составленной исключительно из так называемых фактов, объединённых недоразумениями вместо принципов». В 1838 году французский физиолог Франсуа Мажанди назвал «современной [ему] псевдонаукой» френологию.
В России эта терминология получила распространение также в середине XIX века. В 1860 году в переводном издании псевдонауками названы алхимия и астрология. В русском переводе («лженаука») термин был употреблён для описания гомеопатии ещё раньше, в 1840 году.
В современном языке за представителями псевдонауки закрепилось название «фрики» или «научные фрики» (от англ. science freak).

## Псевдонаука и паранаука

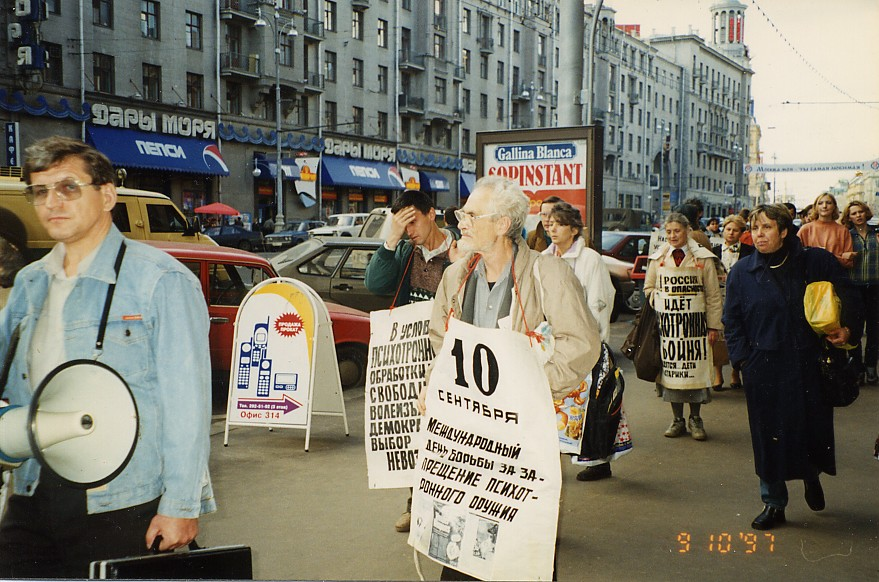
Демонстрация против «психотронного оружия» на улицах Москвы, 10 сентября 1997 года

Некоторые исследователи отличают от псевдонаук паранауки, определяя последние как комплексы практического познания мира, для которых не обязателен идеал научной рациональности. Это, например, «народные науки» — народная медицина, народная архитектура, народная педагогика, народная метеорология и т. д., или современные прикладные руководства по различной тематике — «семейные науки», «кулинарные науки» и др. Эти дисциплины учат полезным знаниям и навыкам, но не содержат системы идеальных объектов, процедур научного объяснения и предсказания и потому не поднимаются выше систематизированного и дидактически оформленного опыта. Многие из паранаук не являются лженауками до тех пор, пока их сторонники не претендуют на соответствие научному методу, на создание конкуренции, альтернативы научному знанию.

## Псевдонаука и наука
П. Л. Капица, Нобелевский лауреат по физике: Ошибки не есть ещё лженаука. Лженаука — это непризнание ошибок.
В. Л. Гинзбург, Нобелевский лауреат по физике: Лженаука — это всякие построения, научные гипотезы и так далее, которые противоречат твёрдо установленным научным фактам. Я могу это проиллюстрировать на примере. Вот, например, природа теплоты. Мы сейчас знаем, что теплота — это мера хаотического движения молекул. Но это когда-то не было известно. И были другие теории, в том числе теория теплорода, состоящая в том, что есть какая-то жидкость, которая переливается и переносит тепло. И тогда это не было лженаукой, вот что я хочу подчеркнуть. Но если сейчас к вам придёт человек с теорией теплорода, то это невежда или жулик. Лженаука — это то, что заведомо неверно.
В. А. Кувакин, д. филос. наук: Лженаука — это теоретическая конструкция, содержание которой, как удаётся установить в ходе независимой научной экспертизы, не соответствует ни нормам научного знания, ни какой-либо области действительности, а её предмет либо не существует в принципе, либо существенно сфальсифицирован.
А. М. Хазен, канд. физ.-мат. наук: Лженаукой называется введение в процесс научной работы, научных публикаций и обсуждений политических и религиозных установок, преднамеренной фальсификации экспериментов, прямой или косвенной цензуры, а также методов уголовного мошенничества, использующих научную терминологию, научные степени и звания, в частности при рецензировании научных работ.
Б. И. Пружинин, д. филос. наук, главный редактор журнала «Вопросы философии»: Деятельность, претендующая на статус научной, может быть квалифицирована как псевдонаучная лишь тогда, когда появляются серьёзные основания полагать, что действительные цели этой деятельности не совпадают с целями науки, что она вообще лежит вне задач объективного познания и лишь имитирует их решение.
С. П. Щавелёв, д. филос. наук, д. ист. наук: К  науке желает примазаться куда больше народа, нежели, допустим, к искусству или же к бизнесу. <…> Куда легче мнить себе учёным. Не случайно довольно многие лица, от науки далёкие, на досуге занимаются какими-то «исследованиями», пишут какие-то «труды», в надежде, что те в один прекрасный день их прославят. Отсюда же повальный интерес публики к так называемой паранауке. Она позволяет заменить дарования и каждодневный труд иллюзией знания.
Среди основных отличий псевдонауки от науки — некритичное использование новых непроверенных методов, сомнительных и зачастую ошибочных данных и сведений, а также отрицание возможности опровержения, тогда как наука основана на фактах (проверенных сведениях), верифицируемых методах и постоянно развивается, расставаясь с опровергнутыми теориями и предлагая новые.
Псевдонаучные идеи и концепции могут выдвигать или поддерживать, в частности, авторы, имеющие учёные степени и звания как в другой области знаний, например, академик АН СССР востоковед Н. Я. Марр («новое учение о языке»), академик РАН математик А. Т. Фоменко («новая хронология»), доктор химических наук А. А. Клёсов («ДНК-генеалогия»); так и, реже, в смежной или той же области знаний, например, сторонники арктической гипотезы доктор исторических наук Н. Р. Гусева, кандидат исторических наук С. В. Жарникова.
Большинство учёных избегают просвещения по вопросам псевдонауки, в том числе потому, что чрезмерное внимание к псевдонауке может придать ей значимость. С другой стороны, Роберт Ли Парк подчёркивает, что псевдонаука может представлять угрозу для общества, которое зачастую не в состоянии судить, какие утверждения научны, а какие нет, поэтому учёные обязаны информировать общественность о псевдонауках.

### Отличительные особенности
Радикальными нарушениями норм научности со стороны псевдонауки считаются:
- супранатурализм,
- пренебрежение методологическими принципами экономии и фаллибилизма,
- признание в качестве содержательной характеристики истины таких субъективных элементов, как вера, чувство, мистическое видение или другие параестественные формы опыта,
- использование нефальсифицируемых гипотез.

В результатах исследований серьёзными недостатками являются: нарушения норм когнитивной связности, отсутствие рационального согласования новой гипотезы со сложившимися и уже обоснованными массивами знаний.
Характерными отличительными чертами псевдонаучной теории являются:
1. Игнорирование или искажение фактов, известных автору теории, но противоречащих его построениям.
2. Нефальсифицируемость, то есть принципиальная невозможность поставить эксперимент (хотя бы мысленный), результат которого мог бы опровергнуть данную теорию.
3. Отказ от попыток сверить теоретические выкладки с результатами наблюдений при наличии такой возможности, замена проверок апелляциями к «интуиции», «здравому смыслу» или «авторитетному мнению».
4. Использование в основе теории недостоверных данных (то есть не подтверждённых рядом независимых экспериментов (исследователей), либо лежащих в пределах погрешностей измерения), либо недоказанных положений, либо данных, возникших в результате вычислительных ошибок[48]. К данному пункту не относится научная гипотеза, чётко определяющая базовые положения.
5. Введение политических и религиозных установок в публикацию или обсуждение научной работы[48]. Этот пункт, впрочем, требует внимательного уточнения, так как иначе Ньютон, например, попадает в разряд лжеучёных, причём именно из-за «Начал», а не из-за позднейших работ по теологии. 
Более мягкая формулировка этого критерия: принципиальная и сильная невычленимость научного содержания работы из прочих её составляющих. В современной научной среде автор, как правило, должен самостоятельно вычленять научную составляющую и публиковать её отдельно, не смешивая явно с религией или политикой.
6. Апелляция к средствам массовой информации (прессе, телевидению, радио, Интернету), а не к научному сообществу. Последнее проявляется в отсутствии публикаций в рецензируемых научных изданиях.
7. Претензия на «революционный» переворот в науке и технологиях.
8. Опора на умозрительные конструкты, само существование которых научно не доказано, заимствованные чаще всего из других псевдонаучных теорий или из оккультизма и эзотеризма («астральный план», «тонкие поля», «энергия ауры», «торсионные поля», «биополя» и т. п.);
9. Обещание быстрых и баснословных медицинских, экономических, финансовых, экологических и иных положительных эффектов.
10. Стремление представить саму теорию или её автора жертвой «заговора», «зависти», «монополии» и «идеологических гонений» со стороны «официальной науки» и тем самым отвергнуть критику со стороны научного сообщества как заведомо предвзятую.
11. Использование методов прямой или косвенной цензуры[48].
12. Использование мошеннических методов, в том числе с применением наукообразной терминологии, при фальсификации научных исследований[48]

Ряд псевдонаучных теорий строятся на основе текстов, имеющих в культуре статус авторитетных, а не на наблюдениях или эмпирических исследованиях. Так, креационизм действует для подтверждения религиозных догматов, а не для изучения окружающего мира. Такие концепции являются статичными и не ведут к научным открытиям или расширению представлений о окружающем мире.
Одной из возможных причин выставления вердикта в псевдонаучности (лженаучности) является не всегда осознанное использование научной методологии для объяснения того, что принципиально не может быть объектом научного изучения. Так, академик Л. И. Мандельштам, имея в виду научное исследование, говорил: «…явления принципиально не повторяемые, происходящие принципиально только один раз, не могут быть объектом изучения». При этом он упоминал мнение английского математика и философа Уайтхеда, считавшего, что рождение теоретической физики связано именно с применением к различным вопросам представления о периодичности.
По мнению профессора антропологии Дина Сноу, одна из проблем подлинной науки состоит в том, что её не всегда легко сделать яркой. Данные, которые учёный использует для тривиальных выводов на одну или две страницы, менее добросовестный автор может растянуть на целые захватывающие главы.

### Проблема демаркации науки и псевдонауки
Свен Уве Ханссон, шведский профессор философии: Поскольку наука является нашим самым надежным источником знаний в широком диапазоне областей, нам необходимо отличать научные знания от их двойников. По причине высокого статуса науки в современном обществе попытки повысить научный статус различных утверждений, учений и продуктов достаточно распространены, чтобы сделать проблему демаркации актуальной во многих областях.
Границы между наукой и псевдонаукой в целом (а не между конкретными научными и лженаучными теориями) являются весьма спорными и трудно определяемыми аналитически, даже после более чем столетнего диалога между философами науки и учёными в различных областях, несмотря на некоторые базовые согласия по основам научной методологии. Проблема однозначного и ёмкого определения феномена псевдонауки связана в том числе с тем, что как псевдонаука, так и наука пребывают в постоянном становлении, а псевдонаучное знание непрерывно множится, трансформируется, маскируется под научное и ищет способы собственной легитимации.
Демаркация между наукой и псевдонаукой является частью более общей задачи определения того, какие убеждения могут быть эпистемологически обоснованы.
Наиболее радикальная точка зрения принадлежит Полу Фейерабенду, который оспаривал то, что какие-либо чёткие границы могут быть проведены между лженаукой, «наукой реальной» и протонаукой, особенно там, где есть значимое культурное или историческое расстояние. По мнению некоторых философов науки, провести раз и навсегда чёткую границу между наукой и другими видами интеллектуальной деятельности невозможно, поэтому эта идея разграничения ими отклоняется как псевдопроблема.
В настоящее время в философии науки существует намного больше согласия по частным критериям, чем по общему критерию демаркации между наукой и ненаукой. Однако при существующем разнообразии теорий и критериев псевдонаучности по большинству конкретных направлений существует консенсус философов науки об их отнесении к науке или псевдонауке. В современной социологии науки (сильная программа) принято, что проблема демаркации — это прерогатива научного сообщества в целом и, соответственно, как социальная проблема процедура демаркации не может быть полностью формализована в раз и навсегда установленных критериях.
Известны случаи, когда изначально бездоказательные концепции получали в итоге статус научных теорий или, по крайней мере, научных гипотез, например, теория дрейфа материков, шаровая молния и радиационный гормезис. В ряде случаев теория может со временем отвергнуть псевдонаучные основания, например, космология, которая в древности являлась религиозно-философской концепцией, изменила содержание и превратилась в раздел астрономии.
Другие концепции, такие как френология или алхимия, изначально считавшиеся «высшими науками», теперь являются псевдонауками.

### Псевдонаука и «официальная наука»

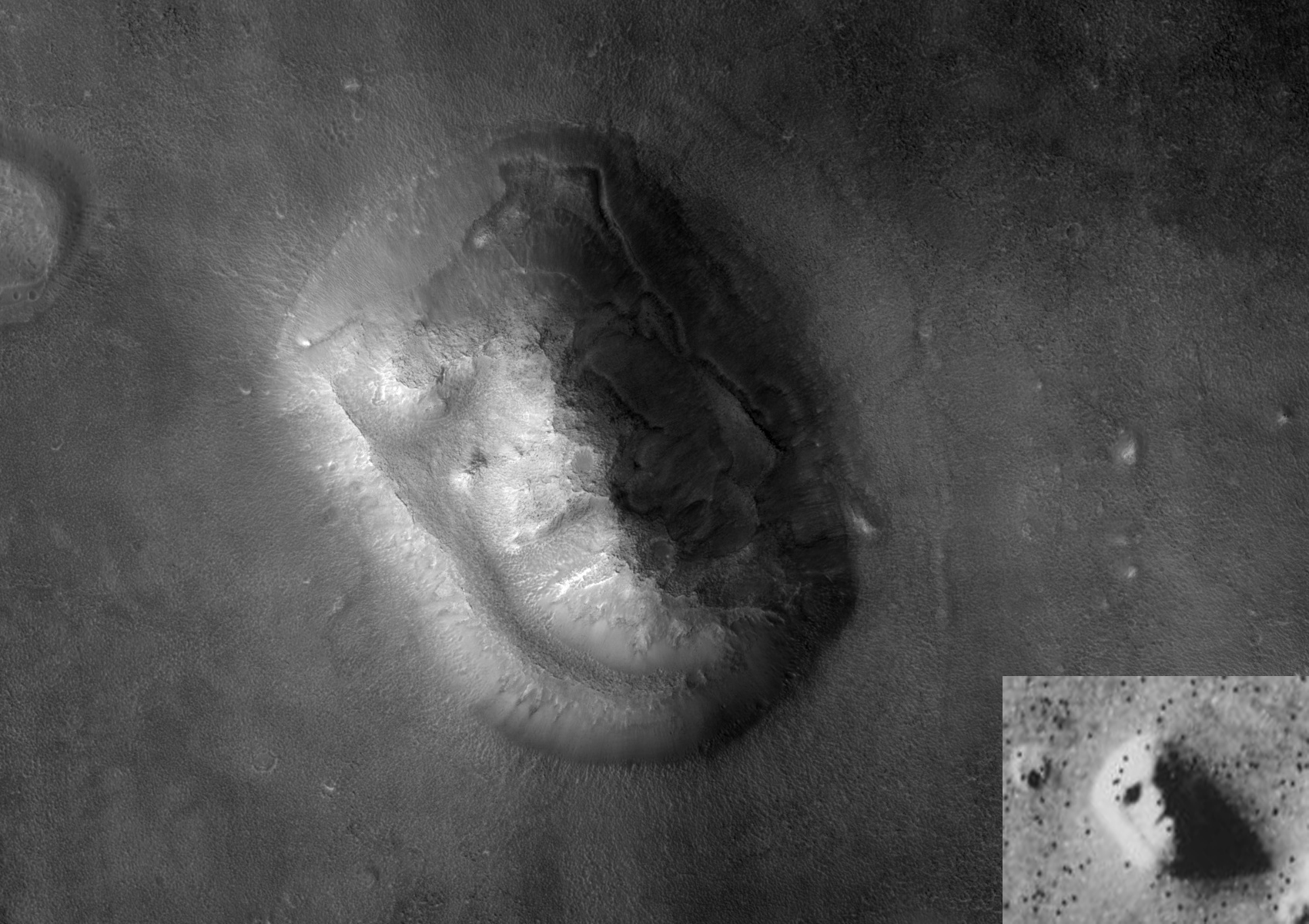
«Лицо на Марсе», популярный объект псевдоастрономии (справа внизу), оказавшийся иллюзией, что показала более детальная съёмка

Одним из характерных признаков псевдонауки является использование в отношении реальной науки терминов «официальная наука», «ортодоксальная наука», «догматическая наука», «официальная научная парадигма» — в противоположность терминам «альтернативная наука», «нетрадиционная наука». Эти термины используются в рамках теории заговора «официальных учёных». Термин «официальная наука» может конкретизироваться для отдельных научных дисциплин («официальная история» и т . п.). Так, среди представителей советского диссидентского движения было популярно разделение историков на «официальных» (зачастую таковыми считались любые профессиональные исследователи) и независимых.
С точки зрения научного подхода, «официальная наука» как таковая не существует, есть наука и иные сферы, наукой не являющиеся. Термин «официальная наука» используется для дискредитации реальной науки и присваивания ненаучными направлениями статуса науки («альтернативная, подлинная наука» в противовес «ложной официальной»). Термин применяется с целью сместить дискуссию из научной сферы в политическую или иную, перейти от анализа фактов к апелляции к личности. В действительности учёные, работающих в научных организациях, могут иметь диаметрально противоположные взгляды на один и тот же вопрос.
Распространённым аргументом в рамках псевдонауки является неверно понятая идея относительности научного знания. Утверждается, что «официальные» теории в будущем могут быть признаны заблуждениями, а нынешняя псевдонаука станет научным мейнстримом. Например, будут обнаружены доказательства, что эволюции не существует. Для доказательства подобных тезисов, приводятся реальные примеры, позднейшего признания идей, вначале отвергнутых наукой, таких как взгляды Джордано Бруно, законы генетики Грегора Менделя и др. Из этого делается вывод, что никакое научное утверждение нельзя считать истинным, поскольку «официальные учёные» не имеют способа, позволяющего отличить правду от вымысла (в отличие от «альтернативной, подлинной науки»).
Ошибочность данной аргументации в том, что, хотя научное знание действительно меняется, но не хаотично, по прихоти «академических учёных», а в результате получения новых фактов и совершенствования их теоретического описания, и возврат к устаревшим представлениям маловероятен, а относительность научного знания не повышает вероятность современной псевдонауки стать мейнстримом.

## Псевдонаука и общество
Псевдонаука различных направлений широко распространена в западных странах, но ей противостоят высокоорганизованная научная общественность и активная популяризация достижений реальной науки в средствах массовой информации. Если в США действует около 1000 планетариев, то в России около 30.

### В идеологии нацизма

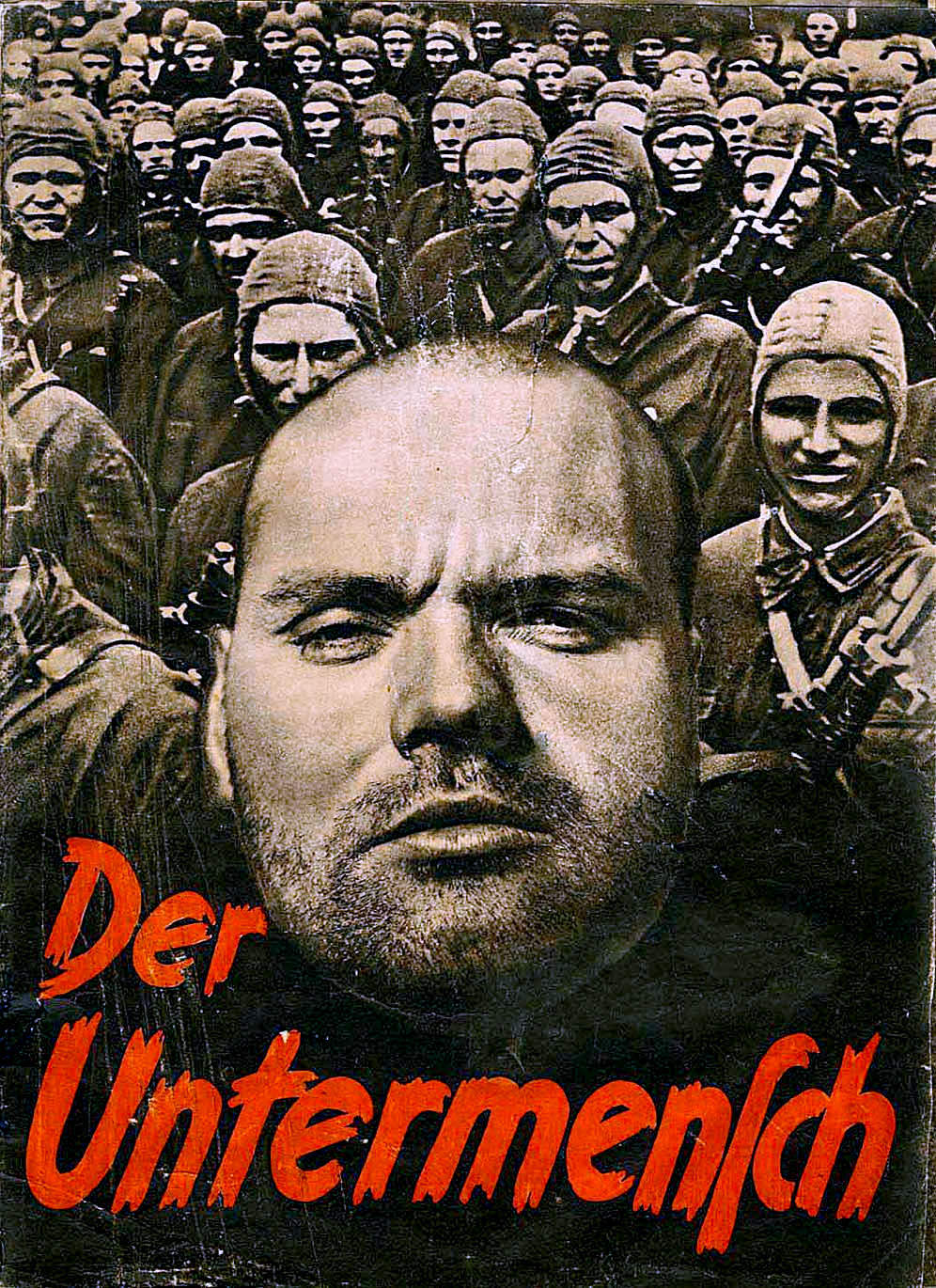
Брошюра 1942 года «Недочеловек» («Der Untermensch»), изданная массовым тиражом по распоряжению рейхсфюрера СС Генриха Гиммлера

Нацизм характеризуется ярко выраженным антиинтеллектуализмом и антинаучностью, поскольку он входит в резкое противоречие с научными знаниями и стремится подчинить науку своим интересам. В нацистской Германии ценность научной методологии и объективного знания отрицалась, единственной методологической основой для историков объявлялся «германский патриотизм».
Центральной идеей нацизма стала «арийская раса» и её противопоставление и противоборство с враждебной «семитской расой» (евреями). Эта идея служила основой для радикального, охватывавшего все сферы человеческой жизнедеятельности антисемитизма, определявшего в свою очередь стремление к борьбе против марксизма, большевизма, пацифизма, либерализма и демократии — согласно нацистскому учению, проявлений и инструментов реализации интересов «мирового еврейства». История понималась как непрерывная «расовая борьба» воспринимаемых с биологической позиции народов за выживание, защита и расширение необходимого им «жизненного пространства». Конечным результатом этой борьбы считалось установление мирового господства «арийской расы», превосходящей другие расы в биологическом и культурном отношении и занимающей высшую позицию в «расовой иерархии» — расы естественных господ. «Арийцами» назывались древние индоевропейцы, рассматриваемые как отдельная раса, а из современных народов — немцы и родственные им германские народы, которые, согласно нацистской идеологии, являются наиболее «расово чистыми» существующими народами «арийского происхождения».
Нацистский расовый теоретик Ханс Гюнтер считал, что славяне принадлежат к «восточной расе», отдельной от немцев и «нордидов», и предостерегал от смешения «немецкой крови» со «славянской». Нацистская концепция «арийской расы господ» («Herrenvolk») исключала из этой расы подавляющее большинство славян, поскольку считалось, что славяне испытывают опасное еврейское и азиатское влияние. По этой причине нацисты объявили славян «недочеловеками» («Untermenschen»). Идея нацистов, что славяне являются «низшими неарийцами», была частью планов по созданию «жизненного пространства на Востоке» для немцев и других германских народов в Восточной Европе, инициированных во время Второй мировой войны по «генеральному плану Ост». Миллионы немцев и других германских поселенцев должны были быть перемещены на завоёванные территории Восточной Европы, в то время как десятки миллионов славян предполагалось уничтожить, переселить или обратить в рабство.
Книга Альфреда Розенберга «Миф двадцатого века» (1930) была для нацистов второй по важности после «Майн кампф» Гитлера. Розенберг существенно повлиял на Гитлера, и, как считается, многое в «Майн кампф» было пересказом его идей. Розенберг писал о необходимости заново переписать мировую историю, стержень которой он видел в вечной борьбе между расами. Все крупнейшие достижения мировой культуры он относил к людям «нордической крови» и осуждал нынешний упадок германской культуры, которую разрушал либерализм. Розенберг связывал творческий дух с расой и отрицал его наличие у тех, кто происходил от смешанных браков. Розенберг разделял популярную в начале XX века гипотезу австрийского инженера Ханса Хёрбигера о смене земных полюсов, и считал, что в далёком прошлом климат северных широт был значительно мягче. Там существовал обширный континент, связываемый им с легендарной Атлантидой, где возникла одарённая раса голубоглазых и белокурых культуртрегеров-«арийцев». После того, как древний континент ушёл под воду, эта раса распространила свою высокую культуру, включая первую письменность, по всему миру, создавая известные древние цивилизации. С самого начала критиками отмечались многочисленные искажения Розенбергом исторических фактов. В ответ он называл учёных «коллекционерами фактов», лишёнными творческой фантазии. Как и его вдохновитель Хьюстон Чемберлен, Розенберг не имел исторического или антропологического образования.
В Германии 1930-х годов получили развитие псевдонаучные школы, которые, имея поддержку нацистских властей, осуществляли погромы своих оппонентов. К числу таких течений принадлежала школа австрийского инженера Ханса Хёрбигера, создавшая мистическую схему мировой истории, опиравшуюся на доверие к древним мифам в фантастической трактовке. Эта школа создала доктрину вечного льда, включающую теорию катастроф, идеи о «допотопных цивилизациях» (в том числе об Атлантиде), людях-богах, цикличности мировой истории, обусловленной вечной борьбой между «космическим льдом» и огнём. Доктрина включала учение, что Луна была захвачена Землёй, что привело к изменению положения полюсов, затем к оледенению, вызвавшему смену рас и упадок цивилизаций. Создатели прежних цивилизаций обладали высшими знаниями и сохранили эти тайные знания для будущих поколений. Другая нацистская школа развивала идею полой Земли. Одним из идеологов нацизма был Герман Вирт, голландско-немецкий этнолог и мистик, автор псевдонаучной теории о высокоразвитой арктической («гиперборейской») «арийской» цивилизации. При поддержке рейхсфюрера СС Генриха Гиммлера в 1935 году Вирт стал первым руководителем Аненербе, псевдонаучной организации, созданной для изучения в рамках эзотерики истории и наследия «нордической расы».
Однако, по словам историка Ричарда Ветцелля, большинство исследований отвергли точку зрения, что науку в целом при нацистском режиме следует считать псевдонаукой. Они подчёркивали факт сопричастности мейнстримной, «нормальной» науки к нацистскому режиму. Эта историографическая тенденция отражает принятие большинством историков науки социологического определение науки. По мнению Роберта Проктора, «наука — это то, чем занимаются учёные»; по формулировке Шейлы Фэйт Вайс, «наука — это то, что рассматривается в качестве науки в рецензируемых журналах и финансируется научными агентствами». С этой точки зрения, писал Ветцелль, если нацистская расовая наука использовала научные формы, методы и терминологию, практиковалась в научных учреждениях и признавалась другими учёными, то историкам, должны относиться к ней как к науке. По словам литературоведа Дэниэла Фельдмана, нацистская расовая наука в своё время представляла собой подлинную науку и, следовательно, её по-прежнему следует считаться «наукой» в исторической перспективе, которая, к настоящему времени опровергнута, то есть не псевдонаукой, а устаревшей, опровергнутой наукой.

### В религиях

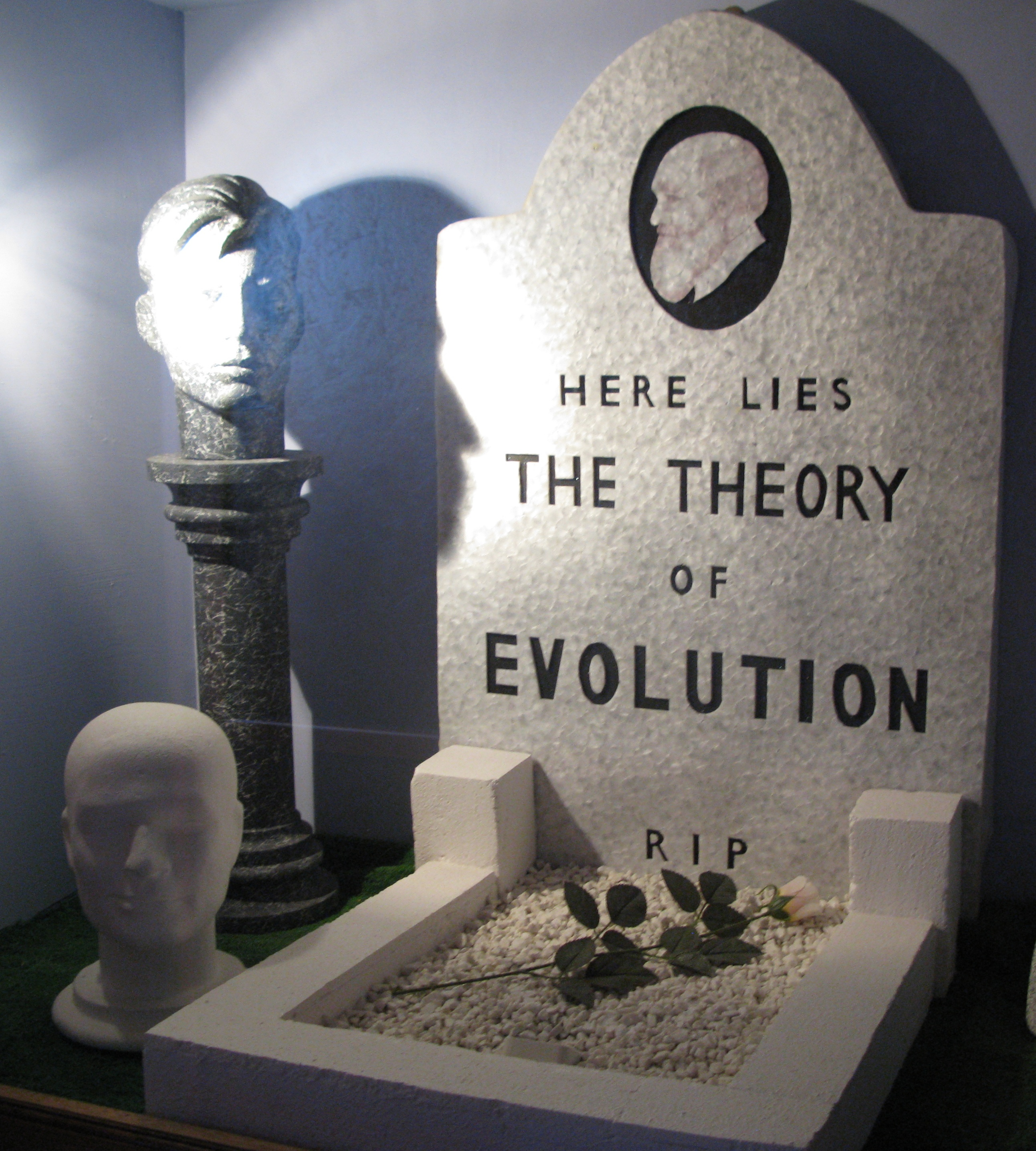
«Могила» теории эволюции, креационистский британский музей «Genesis Expo»

Внутри традиционных и нетрадиционных религий сформировался ряд концепций, противоречащих научной картине мира. Их сторонники пытаются обосновать учения своих религий рациональным путём и позиционируют такие концепции, как «научный креационизм» и «разумный замысел», существование реинкарнации, «биоэнергии» и т. п., в качестве альтернативы признанным научным теориям. Эти концепции, постулирующие наличие сверхъестественных явлений и сил, не рассматриваются всерьёз научным сообществом и квалифицируются как псевдонаучные.

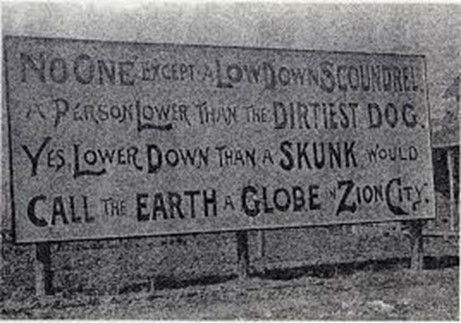
«Только подлый негодяй, личность ниже, чем самая грязная собака, да, ниже чем скунс, назовёт Землю шаром в Зайон-Сити»

В рамках «научного креационизма», например, утверждается, что существуют научные подтверждения дословной трактовки библейского акта творения, описанного в Книге Бытия Ветхого завета и ряда других эпизодов библейской истории (в частности, Всемирного потопа). «Научный креационизм» отвергает научные теории и парадигмы истории Земли, космологии и биологической эволюции и представляет собой одно из наиболее активных движений христианских фундаменталистов (в первую очередь протестантских), возникшее и активно развивающееся в США и получающее также некоторое распространение в других странах. Стремится доказать безошибочность Библии в вопросах естествознания и опровергнуть научные доказательства эволюции. Фактическая обоснованность «научного креационизма» отвергается научным сообществом, которое рассматривает «научный креационизм» как идеологически мотивированную псевдонауку.

### В государственных структурах
Представители псевдонаучных концепций зачастую стараются получить финансирование своих «исследований» и проектов из средств государства, в том числе прибегая к коррупционным схемам. Известен ряд прецедентов финансирования псевдонаучной деятельности из государственного бюджета. Органы государственной власти, включая центральный аппарат государственного управления, допускали к ответственным должностям авторов псевдонаучных теорий. Научные учреждения, в том числе специализированные ведомственные научно-исследовательские институты, включали в свои программы исследований псевдонаучные разработки.
С приходом к власти нацистов в Германии официально пропагандировались и финансировались псевдонаучные теории и исследования в области «расологии» («арийская раса»), оккультизма, развивалась псевдоистория.

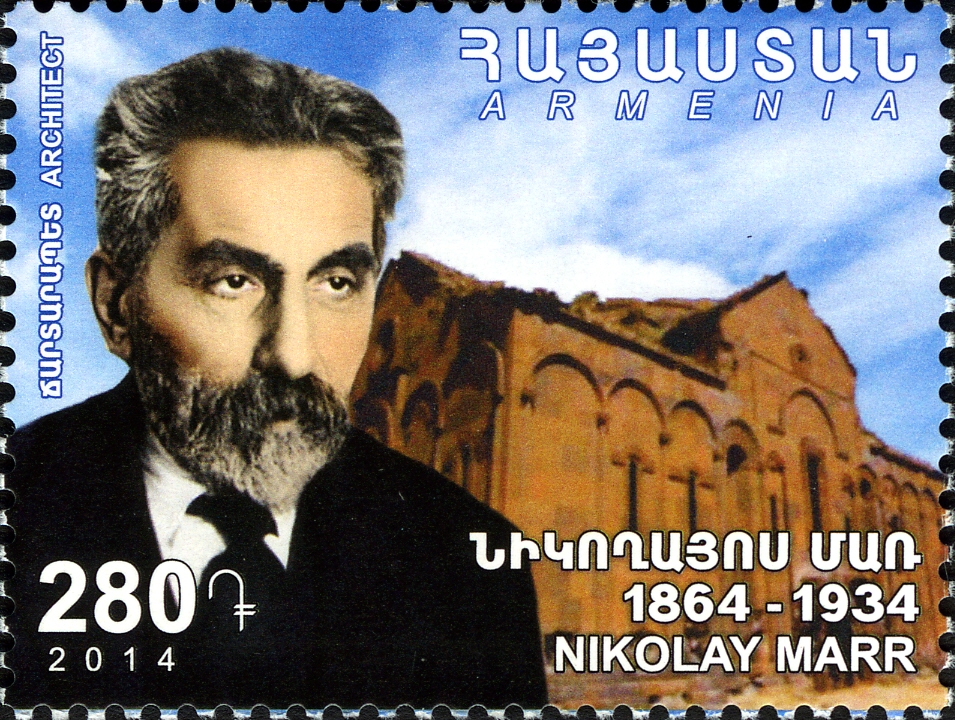
Почтовая марка Армении к 150-летию Николая Марра

В СССР широкое распространение получило псевдонаучное (псевдолингвистическое) «новое учение о языке» Николая Марра, археолога и историка по образованию, с конца 1920-х до 1950 года пользовавшееся государственной поддержкой. Концепция, называемая также яфетидология, яфетическая теория, марризм, была выдвинута Марром в 1923 году. Основу учения составляют три положения. Первое положение: отрицание родства языков и существования языковых семей, языки не дробятся, а только скрещиваются; языки развиваются от первичного множества и меняются в направлении будущего всемирного языка. Второе положение: все языки с разной скоростью проходят одинаковые стадии развития, каждая из которых обусловлена социально-экономическими причинами. Третье положение: все языки возникли независимо друг от друга из четырёх элементов («диффузных выкриков» первобытных людей), которые впоследствии комбинировались различными способами, фонетически изменялись и приобретали грамматическое оформление; в каждом языке, включая современные, имеются следы этих элементов («лингвистическая палеонтология» согласно Марру). С конца 1920-х годов по вненаучным причинам это учение было объявлено в СССР «марксизмом в языкознании» (хотя оно не имеет прямого отношения к идеям К. Маркса и Ф. Энгельса) и получило официальную поддержку в ущерб развитию научного, в особенности исторического и сравнительно-исторического, языкознания. Учение опирается на большое число произвольных и недоказуемых утверждений и относится к псевдонауке.
В России в конце XX — начале XXI века были потрачены значительные бюджетные средства на программы по экспериментальному изучению «торсионных полей», на извлечение энергии из гранита, на изучение «холодного ядерного синтеза», на астрологические и экстрасенсорные «исследования» в Минобороны, МЧС, МВД, Государственной думе (см. В/ч 10003). В 2006 году заместитель председателя Совета Безопасности Российской Федерации Н. Н. Спасский опубликовал статью в «Российской газете», где в числе приоритетных направлений развития энергетики России на первом месте стояла задача извлечения энергии из вакуума. Проект «Чистая вода» был принят как партийный проект Единой России; во внесённом в правительство варианте бюджет программы на 2010—2017 годы превышал 14 млрд долларов.
По словам С. П. Капицы, «ложные и фантастические проекты завладевают умами власть предержащих, для них находятся средства, а коррумпированные эксперты их поддерживают. Часто такое слияние интересов власти и псевдонауки происходит под покровом секретности и таким образом укрывается от гласной критики».
Биохимик Анатолий Клёсов, автор псевдонаучного учения «ДНК-генеалогия», в рамках которого утверждается древность и «арийское» происхождение славян, для продвижения учения в числе прочего ставит задачу добиться принятия решения Правительства России о поддержке «нового направления».

### Псевдонаука и бизнес
Такие сферы деятельности, как астрология, нумерология и гомеопатия, не только в прошлом, но и сегодня представляют собой заметный бизнес, который во многом основан на псевдонаучных утверждениях.
Отсылки к лженаучным доводам иногда используются в сфере услуг (например, некоторые дилеры новых автозапчастей утверждают, что запчасти, снятые с разбитых автомобилей, несут в себе «отрицательную энергетику аварийности»). Не меньшее распространение лженаука имеет и в других сферах услуг и торговли.

### Псевдонаука и медицина

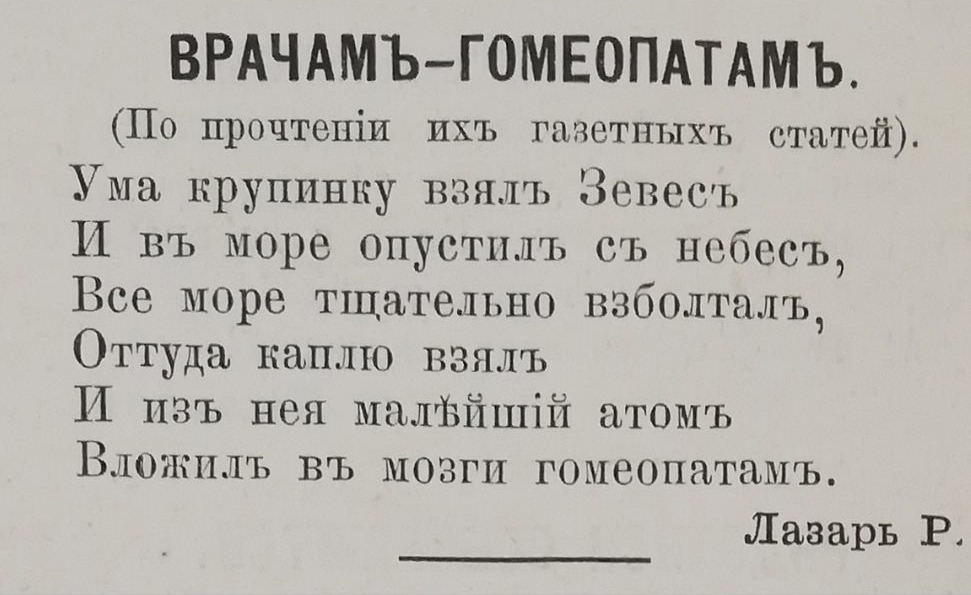
Стихотворение, обыгрывающее принцип действия гомеопатических препаратов. Журнал «Осколки», № 1, 1883

### Публичная критика псевдонауки
Публичной критикой псевдонауки занимаются в основном учёные, журналисты и общественные деятели, придерживающиеся позиции научного скептицизма. В России также — Комиссия по борьбе с лженаукой при Президиуме Российской академии наук.
В 2019 году вышла научно-популярная книга белорусского писателя Андрея Жвалевского «Рептилоиды на плоской Земле. Лженаука», включающая опровержения популярных псевдонаучных идей и теорий заговора. В 2020 году книга вошла в лонг-лист премии «Просветитель».

## Критика терминов
Термины «псевдонаука», «псевдонаучный» могут использоваться для навешивания ярлыков на деятельность и публикации оппонентов.